# 維利涅 (卡緬涅茨-波多利斯基區)
48°38′53″N 26°21′31″E / 48.64806°N 26.35861°E
維利涅（烏克蘭語：Вільне），是烏克蘭的村落，位於該國西部赫梅利尼茨基州，由卡緬涅茨-波多利斯基區負責管轄，始建於1846年，面積0.49平方公里，2001年人口187，人口密度每平方公里384.8人。